# ماكيموصور

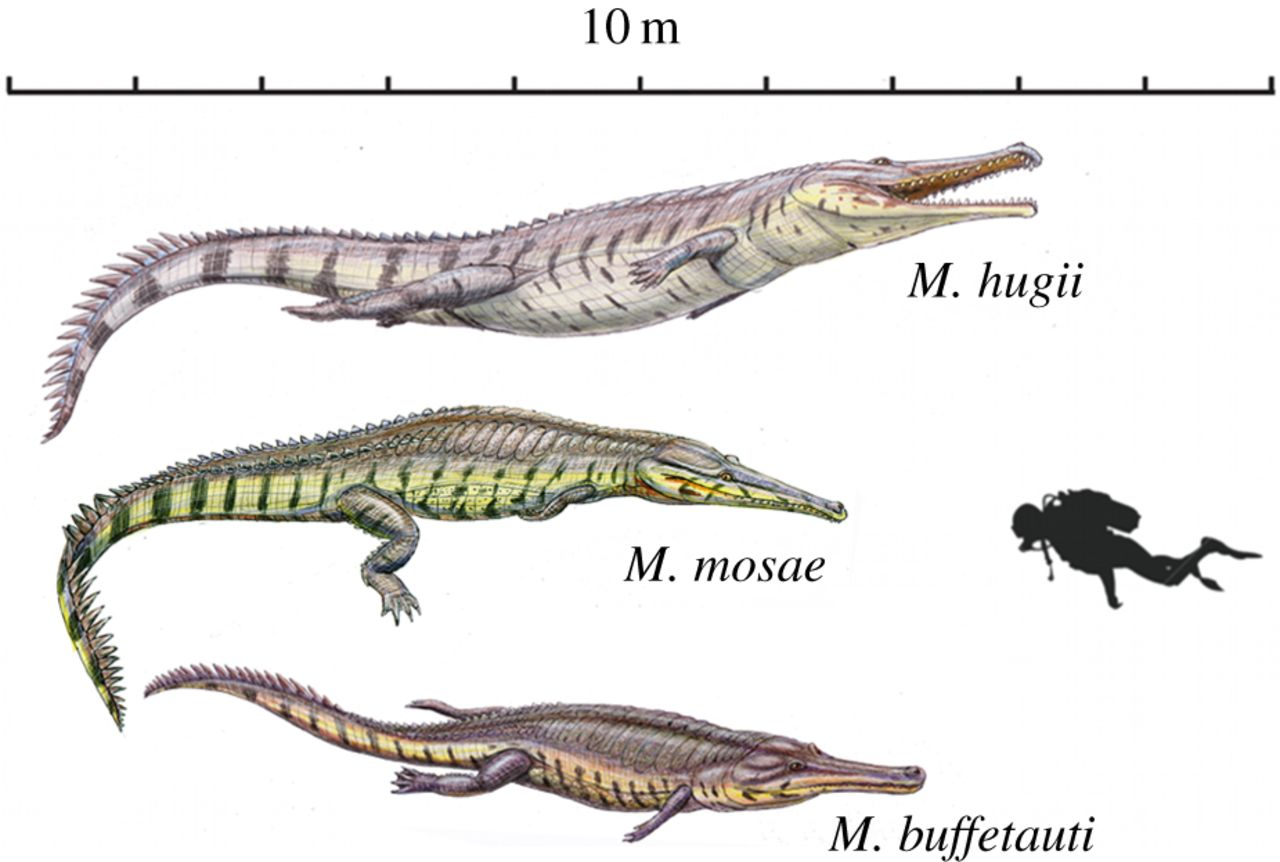
توضيح للأنواع الأوروبية الثلاثة

الماكيموصور (Machimosaurus) هو جنس منقرض من التيليوصوريات عاش خلال الجوراسي المتأخر (الكيمريدجي والتيتوني) والطباشيري المبكر، النوع النمطي هو الماكيموصور هوجي الذي اكتشف في سويسرا وتم العثور على حفريات أخرى في إنجلترا وفرنسا وألمانيا، الماكيموصور كان أطول التيليوصوريات والثالاتوسوكيات حيث تجاوز طوله الـ 9 أمتار (طول الجمجمة 1.5 متر)، وهو أكبر تمساحيات الشكل في عصر الجوراسي.

## وصلات خارجية
- Angellis Net pdf
- Images on French Paleopedia